# شورلت اکویناکس
شورلت اکویناکس (به انگلیسی: Chevrolet Equinox) یکی از مدل‌های شاسی‌بلند کوچک شرکت خودروسازی شورلت است.